# Meconopsis
Meconopsis es un género de plantas vivaces y bienales perteneciente a la familia de las papaveráceas.
La legendaria "amapola azul del Himalaya" (Meconopsis betonicifolia) forma parte de él. Otras especies son, por ejemplo, Meconopsis grandis (otra excelente amapola azul), Meconopsis dwhojii, Meconopsis quintuplinervia, Meconopsis aculeata, Meconopsis horridula, etc.

## Cuidados
Por lo general, debido a su origen de alta montaña, odian las altas temperaturas y los aires secos. Gozan en veranos frescos, con temperaturas no superiores a los 18 °C y alta humedad ambiental. La tierra ideal para las Meconopsis será rica, de tendencia ácida, con alto contenido en materia orgánica, profunda y húmeda, pero sin encharcar.
Una posición en semisombra o "sombra manchada de sol", acompañando a arbustos de tierra ácida, como rododendros, camelias u hortensias, sería la más indicada. Encajan también muy bien con vivaces de similares requerimientos, como hostas, prímulas, azucenas orientales, etc.

## Propagación
Las Meconopsis pueden reproducirse por semilla, o por división de mata. La siembra necesita de un período de al menos 3 semanas de frío para activar su germinación.
El repicado de las plántulas es delicado, pues no son amigas del trasplante: hay que hacerlo con sumo cuidado, sin apretar apenas, utilizando un sustrato a base de turba y arena gruesa silícea. Mantener las plantas repicadas en un entorno luminoso (aunque libre de sol directo) y aireado. Las temperaturas por encima de 20 °C les son perjudiciales.

## Especies
| - Meconopsis delavayi - Meconopsis aculeate - Meconopsis bella - Meconopsis betonicifolia - Meconopsis chelidonifolia - Meconopsis dhwojii - Meconopsis discigera - Meconopsis forrestii - Meconopsis gracilipes - Meconopsis grandis - Meconopsis henrici | - Meconopsis horridula - Meconopsis impedita - Meconopsis integrifolia - Meconopsis lancifolia - Meconopsis latifolia - Meconopsis lyrata - Meconopsis napaulensis - Meconopsis paniculata - Meconopsis primulina - Meconopsis punicea - Meconopsis quintuplinervia - Meconopsis racemosa | - Meconopsis regia - Meconopsis simplicifolia - Meconopsis sinuata - Meconopsis smithiana - Meconopsis speciosa - Meconopsis superba - Meconopsis taylorii - Meconopsis torquata - Meconopsis villosa - Meconopsis wumungensis - Meconopsis x cookei - Meconopsis x sheldonii |